# Peder Ryning
Peder Ryning, död 25 juli 1613, var en svensk adelsman och riksråd och ståthållare.

## Biografi
Peder Ryning var son till Nils Ryning och Ingeborg Trolle. Han underskrev 7 mars 1590 ständernas förklaring med avseende på den anklagade rådsherrarna och den ryska fejden. Ryning blev 6 november 1590 hertig Karls råd och 5 december 1598 slottsloven på Stockholms slott, samt befallningsman över dess län med staden och malmarna jämte Nils Kijl. Han blev 17 juni 1600 åter ståthållare på Stockholms slott och var 1602 hertig Karls kansler och hovråd. Ryning blev 1605 riksråd. Han avled 1613 och hans vapen uppsattes i Aspö kyrka.
Han var en bland dem som förestod regeringen under konung
Karl IX:s frånvaro i Finland och bar 1606 vid samma konungs kröning caracanten (halssmycket).

### Egendom
Ryning ägde Lagnö säteri och Säby gård i Aspö socken, samt Ryningsholm i Höreda socken.

### Familj
Ryning gifte 14 februari 1591 med sin svägerskas systerdotter, friherrinnan Kerstin Gyllenstierna (1570–1619), dotter till riksdrotset Nils Göransson Gyllenstierna af Lundholm och Ebba Axelsdotter (Bielke). De fick tillsammans barnen Carl Ryning (född 1592), Ingeborg Ryning (1593–1672) som var gift med landshövdingen Jesper Andersson Cruus af Edeby, hovmästarinnan Ebba Ryning (1595–1642) som var gift med översten Göran Soop, Elsa Ryning (död 1656) som var gift med landshövdingen Bengt Bagge af Berga, Bengt Ryning (1597–1597), hovjunkaren Carl Ryning (1602–1631) och Christina Ryning som var gift med riksrådet och presidenten, friherre Peder Eriksson Sparre.